# Dél-afrikai Tartalékbank
A Dél-afrikai Tartalékbank (angolul South African Reserve Bank, rövidítve SARB) a Dél-afrikai Köztársaság központi bankja.

## Társasági formája
A legtöbb központi banktól eltérően, amelyek állami tulajdonúak, a SARB nyílt részvénytársaság. Több, mint 630 részvényese van, részvényeseivel kereskedni lehet a tőzsdén kívüli piacon (2001-ig a dél-afrikai tőzsdén is kereskedtek velük). A bankról szóló törvény szerint 2 millió részvényéből senki sem birtokolhat többet 10 000-nél. A bank nem fizethet többet a részvények névértékére vetített 10%-os osztaléknál, ha nyeresége ennél nagyobb, a maradék az államot illeti meg.

## Története, jogi keretei
1921-ben jött létre az 1920. augusztus 10-én elfogadott Currency and Bank Act (Deviza és bank törvény) alapján, az első világháború után az ország pénzügyi piacain kialakult súlyos zavarok kezelésére.
E törvényt 1944-ben a Dél-afrikai Tartalékbankról szóló törvény váltotta fel, majd 1989-ben egy újabb törvény ugyanezzel a címmel (az 1989-es 90. törvény). A központi bankról szólnak az alkotmány 223-225. paragrafusai is (az 1996-os 108. törvény).
Létrehozásának idején még csak főleg Európában léteztek központi bankok. A SARB Európán kívül a negyedik központi bank volt az Amerikai Egyesült Államok, Japán és Jáva után.

## Célja, feladatai
Honlapja szerint a következő fő célt követi: „a pénzügyi stabilitás biztosítása a kiegyensúlyozott és fenntartható gazdasági növekedés érdekében. Az elsődleges cél érdekében a banknak függetlenül, félelem, részrehajlás és előítélet nélkül kell működnie.” Elsődleges céljának a bank „az árstabilitás elérését és fenntartását” tekinti.
Ugyanakkor őrzi a gazdaság pénzügyi stabilitását, kibocsátja a randot és tanácsaival segíti a dél-afrikai kormányt, illetve a dél-afrikai gazdasági közösséget makrogazdasági politikájuk kialakításában.

### Inflációcélzó rendszer
Inflációcélzó rendszert (angol nyelvű szakkifejezéssel inflation-targeting, IT) alkalmazó jegybank. Az inflációs célt a bankkal és a Nemzeti Kincstárral való konzultáció után a kormány tűzi ki Dél-Afrikában, tehát a SARB-nak ebben nincs függetlensége, abban azonban igen, hogy a törvényes keretek közt hogyan éri el a kitűzött célt. (Ez az úgynevezett eszközfüggetlenség.)

## Tisztségviselői
A bankot az elnök vezeti. Fő döntéshozó testülete a 14 fős igazgatótanács. Ennek tagja az elnök, a három alelnök, akiket a köztársasági elnök nevez ki öt évre. Három tagot hároméves periódusra nevez ki a köztársasági elnök. A többi hét tagot a bank részvényesei választják három évre. Közülük egy a mezőgazdasági szektort, kettő az ipart, négy a kereskedelmi és pénzügyi életet képviseli.

### Elnökei
Elnöke 1999. augusztus 8. óta Tito Mboweni, aki a bank alapítása óta a nyolcadik elnök.
A korábbi elnökök:
- William Henry Clegg (1920. december 17. – 1931. december 31.)
- Johannes Postmus (1932. január 1. – 1945. június 30.)
- Michiel Hendrik de Kock (1945. július 1. – 1962. június 30.)
- Gerard Rissik (1962. július 1. – 1967. június 30.)
- Theunis Willem de Jongh (1967. július 1. – 1980. december 31.)
- Gerhardus Petrus Christiaan de Kock (1981. január 1. – 1989. augusztus 7.)
- Christian Lodewyk Stals (1989. augusztus 8. – 1999. augusztus 7.)